# Nihan Büyükağaç
Nihan Büyükağaç (Istanbul, 28 settembre 1981) è un'attrice turca, nota per aver interpretato il ruolo di Adalet Soyözlü nella serie Brave and Beautiful (Cesur ve Güzel).

## Biografia
Nihan Büyükağaç è nata il 28 settembre 1981 a Istanbul (Turchia), fin da piccola ha mostrato un'inclinazione per la recitazione.

## Carriera
Nihan Büyükağaç si è laureata presso la facoltà di lingua, storia e geografia del dipartimento teatrale dell'Università di Ankara. Nel 2006 ha interpretato il ruolo di Tamara nella serie Fırtına. Nel 2009 ha preso parte al film Yüreğine Sor diretto da Yusuf Kurçenli. Nel 2016 ha interpretato il personaggio di Asiye nel film Oflu Hoca'nın Şifresi 2 diretto da Adem Kılıç.
Nel 2016 e nel 2017 ha interpretato il personaggio di Adalet Soyözlü nella serie Brave and Beautiful (Cesur ve Güzel). Nel 2021 ha interpretato il ruolo di Selma nella serie Ada Masalı. L'anno successivo, nel 2022, ha ricoperto il ruolo di Macide Baykara nella serie Adı Sevgi. Nello stesso anno ha preso parte al cast del film Herseye Ragmen diretto da Erdal Murat Aktas, nel ruolo di Sevim. Nel 2022 e nel 2023 ha interpretato il ruolo di Sevval Yïlmaz nella serie Kardeslerim.

## Filmografia

### Cinema
- Yüreğine Sor, regia di Yusuf Kurçenli (2009)
- Oflu Hoca'nın Şifresi 2, regia di Adem Kılıç (2016)
- Herseye Ragmen, regia di Erdal Murat Aktas (2022)

### Televisione
- Beşinci Boyut – serie TV (2005)
- Fırtına – serie TV (2006)
- Senden Başka – serie TV (2007)
- Derdest – serie TV (2008)
- Sınıf – serie TV (2008)
- Ayrılık – serie TV (2009)
- Yer Gök Aşk – serie TV (2010)
- Il secolo magnifico (Muhteşem Yüzyıl) – serie TV (2011-2013)
- Sevdaluk – serie TV (2013)
- Gönül İşleri – serie TV (2014)
- Gecenin Kraliçesi – serie TV (2015)
- Brave and Beautiful (Cesur ve Güzel) – serie TV (2016-2017)
- Bir Umut Yeter – serie TV (2018)
- İkizler Memo-Can – serie TV (2018)
- Canevim – serie TV (2019)
- Eşkıya Dünyaya Hükümdar Olmaz – serie TV (2019-2020)
- Seni Çok Bekledim – serie TV (2021)
- Menajerimi Ara – serie TV (2021)
- Ada Masalı – serie TV (2021)
- Adı Sevgi – serie TV (2022)
- Kardeslerim – serie TV (2022-2023)